# Metachrostis aethiops
Metachrostis aethiops là một loài bướm đêm trong họ Erebidae.